# Black and White (Flow)
Black & White (a volte citato anche come Black&White) è il settimo album discografico del gruppo musicale giapponese j-pop Flow, pubblicato il 22 febbraio 2012 dalla Ki/oon Records. Il disco ha raggiunto la ventinovesima posizione degli album più venduti in Giappone.

## Tracce
1. Hey!!!
2. Rock Climbers (ロッククライマーズ)
3. Kakumei (革命)
4. Konosai Hakkiri Sasetokouka! (この際はっきりさせとこうか!)
5. Kanjou Koushinkyoku (感情行進曲)
6. Chelsea Girl (チェルシーガール)
7. Ohayou Japonica (おはようジャポニカ)
8. BLACK&WHITE
9. Tabidachi Graffiti (旅立ちグラフィティ)
10. Hikari (光)
11. ON THE LINE